# 物质一元论
物质一元论（英語：Material monism）是前苏格拉底哲学时期的信仰（belief），通过将世界上所有物质归纳为都由一个单一的元素而组成，以此来对物理世界做出解释。
物质一元论者中，有三位米利都學派的哲学家，认为世界之本源乃水的泰利斯，认为世界之本源为阿派朗的阿那克西曼德，认为世界之本源为气的阿那克西美尼。而虽说他们理论原始，但却是首个不借助超自然现象对物理世界做出解释的哲学家，并为包括哲学在内的现代科学奠定基础，科学之目标也是不依靠超自然现象来解释世界。